# Lilian Corbeille
Pour les articles homonymes, voir Corbeille.
Lilian Corbeille est un monteur français.

## Biographie
Il sort diplômé de la Femis, section montage, en 2011.

## Filmographie (sélection)
- 2011 : Paris Shanghai (court métrage) de Thomas Cailley
- 2014 : Les Combattants de Thomas Cailley
- 2015 : À peine j'ouvre les yeux de Leyla Bouzid
- 2016 : D'une pierre deux coups de Fejria Deliba
- 2017 : Petit Paysan d'Hubert Charuel
- 2018 : Première Année de Thomas Lilti
- 2024 : La Pampa d'Antoine Chevrollier

## Distinctions

### Nominations
- César 2015 : meilleur montage pour Les Combattants
- César 2018 : meilleur montage pour Petit Paysan
- César 2024 : meilleur montage pour Le Règne animal